# سفيت
سفيت (بالإنجليزية: Svit)‏ هي بلدة و municipality of Slovakia تقع في سلوفاكيا في Poprad District. يقدر عدد سكانها بـ 7,608 نسمة .

## المدن التوأمة
مدينة Knurów هي مدينة توأمة لـسفيت.